# Leah LaBelle
Pour les articles homonymes, voir Labelle.
Leah LaBelle Vladowski, née le 8 septembre 1986 à Toronto (Ontario, Canada) et morte le 31 janvier 2018 à Los Angeles (Californie, États-Unis), est une chanteuse américaine. Sa notoriété s'est renforcée en 2004 en tant que candidate à la troisième saison d'American Idol, se classant douzième lors de la finale de la saison. En 2007, elle commence à enregistrer des reprises de R&B et de musique soul pour sa chaîne YouTube. Ces vidéos la conduise à travailler en tant que choriste à partir de 2008 et à un contrat d'enregistrement en 2011 avec Epic Records en partenariat avec I Am Other et So So Def Recordings.

## Biographie
Née en 1986 à Toronto, en Ontario, et élevée à Seattle, dans l'État de Washington,, au sein d'une famille immigrée de la Bulgarie communiste où ils étaient membres de groupes de rock/pop. Leah LaBelle commence à envisager un parcours dans le domaine musical dès son adolescence. Elle se produit dans un groupe de musique gospel de Seeatle, Total Experience Gospel Choir, et dans une comédie musicale, Black Nativity. Lauryn Hill est, dans cette période, une de ses principales influences musicales.
À 17 ans, Leah LaBelle est auditionné pour la troisième saison de l'émission de télévision American Idol et interpréte I Believe in You and Me, un titre de Whitney Houston Lors de ses apparitions dans cette émission, elle est encore en première année de lycée. Elle se classe douzième en définitive lors de la finale de la saison, après avoir interprété une reprise de You Keep Me Hangin' On des Supremes.
En 2005, Leah LaBelle fréquente le Berklee College of Music pendant un an avant d'abandonner et de s'installer à Los Angeles. Suivant les conseils d'un contact de l'industrie musicale, Leah LaBelle publie sa musique sur sa chaîne YouTube (qui est lancée depuis peu). Elle crée sa chaîne Youtube fin 2007. Keri Hilson l'engage comme choriste après avoir entendu une de ses interprétations, ce qui lui permet de travailler pour d'autres artistes lors de leurs tournées. Puis elle se produit dans d'autres spectacles, avec d'autres groupes, même si Keri Hilson est pendant quelque temps son mentor. En mars 2008, Leah LaBelle chante à la fête du 75e anniversaire de Quincy Jones au Northwest African American Museum. Elle signe un contrat d'enregistrement en 2011 avec le label Epic Records.
Le 31 janvier 2018, LaBelle et son petit ami, l'ex-joueur de NBA Rasual Butler, meurent dans un accident de voiture à Los Angeles,.

## Discographie

### EP
- 2018 : Love to the Moon

### Singles
- 2012 : Sexify
- 2012 : What Do We Got To Lose ?
- 2013 : Lolita